# Bisdom Linares (Chili)
Het bisdom Linares (Latijn: Dioecesis Linarensis, Spaans: Diócesis de San Ambrosio de Linares) is een Chileens rooms-katholiek bisdom in het geografische centrum van het land, in de regio Maule.
Het bisdom werd gesticht op 18 oktober 1925 (de bul "Notabiliter Aucto"). Het is suffragaan aan het aartsbisdom Santiago. De zetel van het bisdom is in Linares. Het bisdom telde in 2019 circa 292.000 katholieken (81,1% van de totale bevolking).

## Bisschoppen
- 1925 - 1934: Miguel León Prado †
- 1935 - 1940: Juan Subercaseaux Errázuriz † (daarna aartsbisschop van La Serena)
- 1940 - 1941: Francisco Javier Valdivia Pinedo †
- 1941 - 1958: Roberto Moreira Martínez †
- 1958 - 1976: Augusto Osvaldo Salinas Fuenzalida †
- 1976 - 2003: Carlos Marcio Camus Larenas
- 2003 - heden: Tomislav Koljatic Maroevic

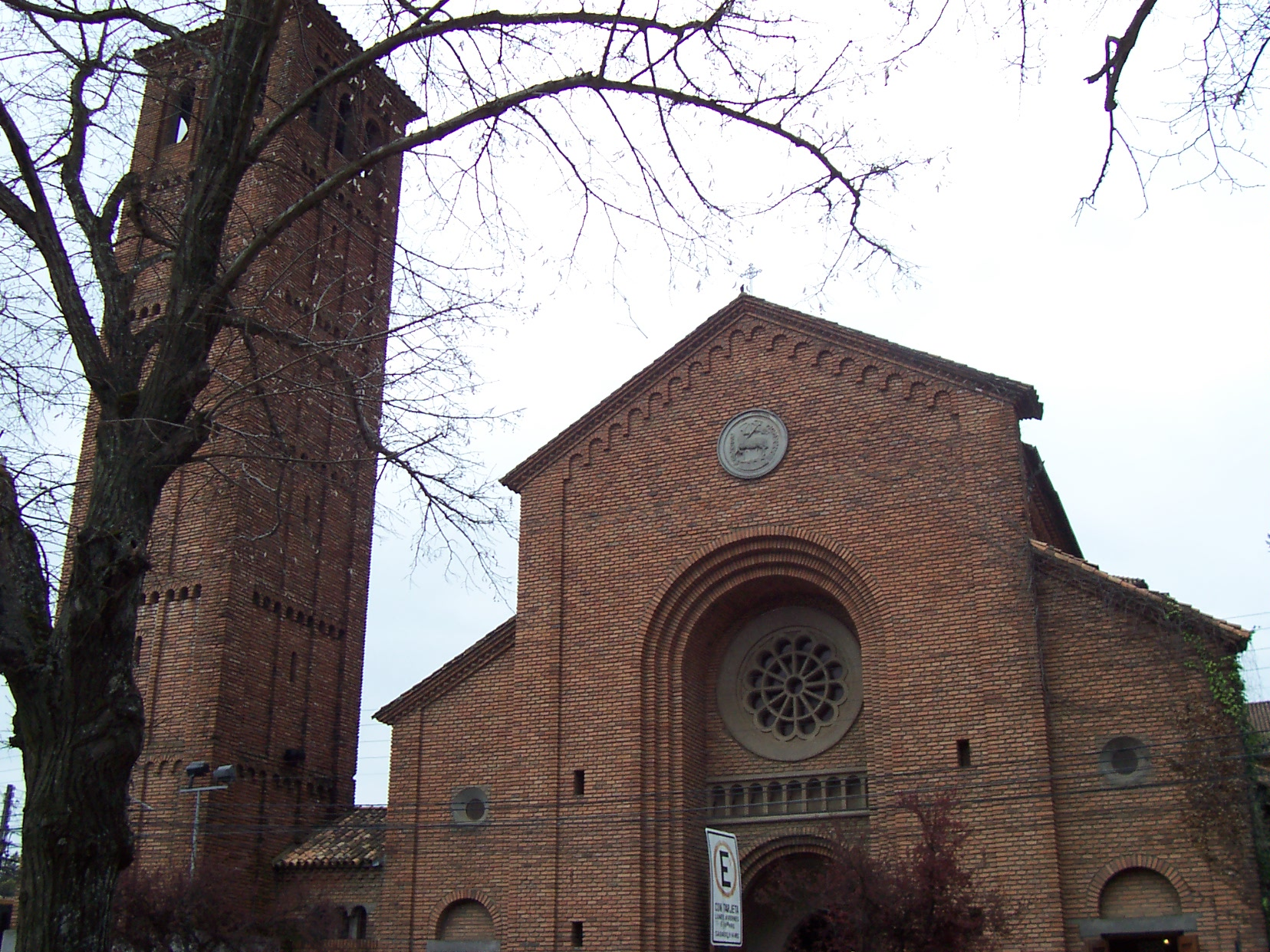
Kathedraal van San Ambrosio in Linares, zetel van het bisdom
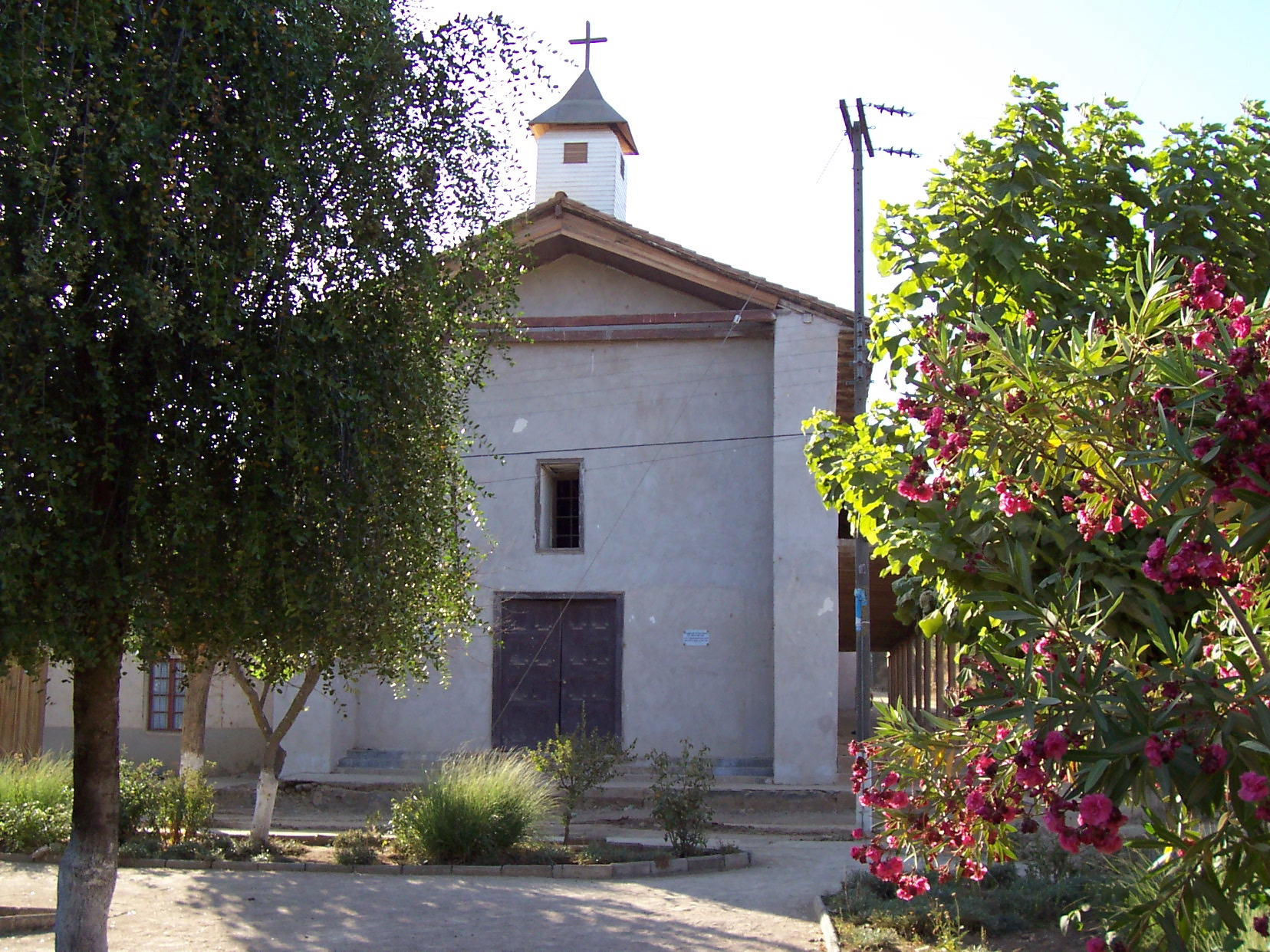
Kerk van de parochie van Nuestra Señora del Carmen, Nirivilo. Uit de koloniale periode van Chili.